# Неговановци
Неговановци (болг. Неговановци) — село в Болгарии. Находится в Видинской области, входит в общину Ново-Село. Население составляет 699 человек.

## Политическая ситуация
В местном кметстве Неговановци, в состав которого входит Неговановци, должность кмета (старосты) исполняет Даниела Боянова Нисторова (независимый) по результатам выборов правления кметства.
Кмет (мэр) общины Ново-Село — Георги Герасимов Стоенелов (независимый) по результатам выборов в правление общины.